# Pinakes
"Pinakes" pot també ser el plural de pinax, taula votiva que es dipositava en un santuari o una cambra mortuòria.

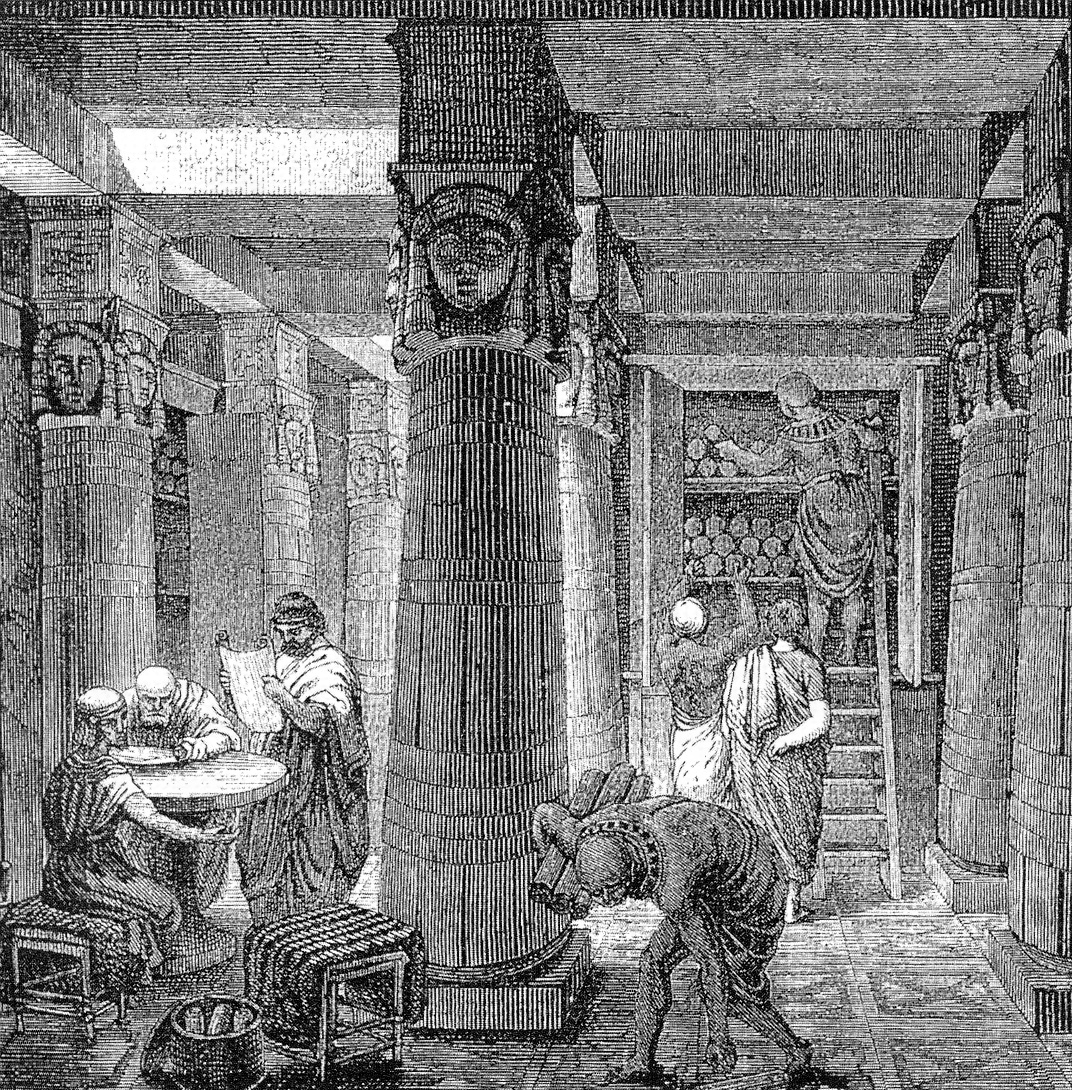
Biblioteca d'Alexandria

Pinakes (en grec antic Πίνακες "taules") és el nom amb el qual es coneix un dels primers catàlegs de llibres, elaborat per Cal·límac de Cirene. El nom original del catàleg era "Taules de persones eminents en cadascuna de les branques de l'aprenentatge, amb una llista dels seus escrits", i es creu que tenia més de 120 llibres, una quantitat superior a la Ilíada, atribuïda al poeta Homer. El catàleg era un conjunt d'índexs utilitzats a la Biblioteca d'Alexandria a Egipte, que s'inicià al segle iii aC. Segons alguns autors, com Lionel Casson, no va sobreviure cap part del catàleg, i només és conegut a través de cites que donen una aproximació a l'organització del conjunt de les taules. No obstant això, altres autors com Svend Dahl afirmen que van sobreviure escassos fragments que, igual que les cites de Casson, donen una idea aproximada del que contenia el catàleg.

## Història
La Biblioteca d'Alexandria va ser fundada per Ptolemeu I Sòter al voltant de l'any 306 a. C. El primer bibliotecari que es recorda és Zenòdot d'Efes. El seu successor el 245 a. C. va ser el poeta grec Cal·límac de Cirene, considerat como el primer bibliógraf.
Apol·loni Rodi va ser el sucesor de Cal·límac de Cirene. Eratòstenes de Cirene va succeir a Apo·loni el 235 a. C. i va complir els seus tetagmenos epi teis megaleis bibliothekeis, l'"esquema per les grans prestatgeries". El 195 a. C., Aristófanes de Bizanci va ser el bibliotecari que va actualitzar els Pinakes encara més.
La principal aportació dels Pinakes i de Cal·ímac de Cirene és la inclusió del criteri alfabètic en l'elaboració dels índexs o llistats de llibres. Si bé se sap que els sumeris havien elaborat llistats bibliogràfics, igual que els egipcis, segons algunes restes arqueològiques oposades, fins a l'elaboració de les Pinakes de Cal·límac no s'havia utilitzat cap classe de criteri d'ordenació dels llistats. Eren més aviat atzarosos o referits a la ubicació dels llibres en les prestatgeries.

## Descripció
La col·lecció bibliogràfica a la biblioteca d'Alexandria contenia més de 120.000 rotllos, agrupats per temàtiques i guardats en cistells. Cada cistell portava una etiqueta amb tabletas pintades que penjaven per sota dels pergamins. Les Pinakes van ser nomenades a partir d'aquestes tabletas, i són un conjunt de llibres o rotllos d'un llistat d'índexs. Els cistells atorgaven informació bibliogràfica sobre cada rotllo. Una entrada típica començava amb un títol. També proveïa del nom de l'autor, el seu lloc de naixement, el nom del seu pare, els professors amb els quals es va educar i els seus antecedents educatius. Contenien una petita biografia de l'autor i un llistat de les publicacions de l'autor. L'entrada tenia la primera línia del treball, un sumari dels seus continguts, el nom de l'autor i informació sobre la procedència del rotllo.
El sistema de Cal·límac dividia les obres en sis gèneres i en cinc tipus de prosa. Aquestes eren: retòrica, legal, èpica, tragèdia, comèdia, poesia lírica, història, medicina, matemàtiques, ciència natural i miscel·lani. Cada categoria estava ordenada de manera alfabètica per autor.
Els Pinakes van demostrar ser indispensables per als bibliotecaris durant segles. Es van convertir en un model per ser usat en tot el Mediterrani. La seva influència pot ser rastrejada fins als temps medievals, fins i tot els bibliotecaris aràbics del segle x, com Ibn al-Nadim va realitzar el seu Al-Fihrist ("Índex"). Variacions del sistema de Cal·límac van ser utilitzades fins a èpoques tardanes del segle xix quan Melvil Dewey va desenvolupar el Sistema Dewey de classificació en 1876, que encara avui s'usa.